# Víctor Hugo Basabe
Víctor Hugo Basabe (Bobures, 17 dicembre 1961) è un arcivescovo cattolico venezuelano, dal 31 ottobre 2023 arcivescovo metropolita di Coro.

## Biografia

### Formazione e ministero sacerdotale
Prima di entrare in seminario ha compiuto studi in giurisprudenza, esercitando la professione forense. Ha compiuto la formazione sacerdotale presso il seminario maggiore di Barquisimeto e il Pontificio ateneo Regina Apostolorum di Roma, conseguendo successivamente anche la licenza in diritto canonico presso la Pontificia Università Lateranense di Roma.
È stato ordinato diacono il 29 giugno 1999 dall'arcivescovo di Coro Roberto Lückert León nella cappella del Collegio Mater Ecclesiae a Roma e sacerdote il 15 agosto 2000 dal vescovo William Enrique Delgado Silva nel santuario di San Benedetto a Caja Seca.
È stato cancelliere e moderatore della curia diocesana di El Vigía-San Carlos del Zulia.

### Ministero episcopale

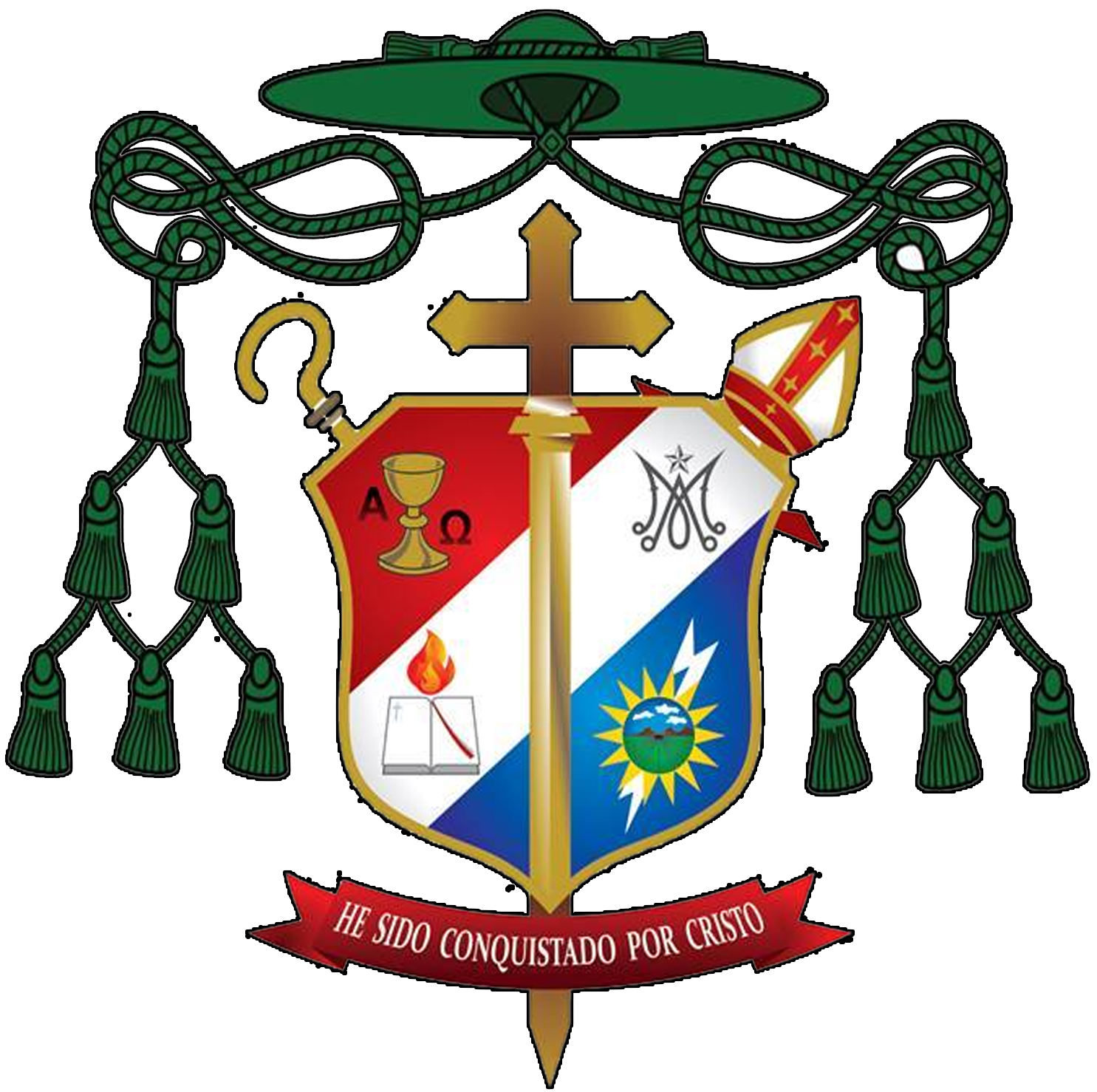
Stemma da vescovo

L'11 marzo 2016 papa Francesco lo ha nominato vescovo di San Felipe.
Ha ricevuto l'ordinazione episcopale il 21 maggio successivo dalle mani del [escovo di Barinas José Luis Azuaje Ayala, co-consacranti il vescovo di San Cristóbal de Venezuela Mario del Valle Moronta Rodríguez e il suo predecessore Nelson Antonio Martínez Rust.
Dal 2015 al 2018 ha ricoperto il ruolo di segretario della Conferenza episcopale venezuelana. È stato ricevuto in udienza papale l'8 giugno 2017.
Dal 5 ottobre 2018 fino al 25 marzo 2020 è stato amministratore apostolico sede plena di Barquisimeto e successivamente amministratore apostolico sede vacante.
L'11 settembre 2018 è stato ricevuto in udienza papale insieme agli altri presuli venezuelani per la visita ad limina.
Nel gennaio 2023 è stato insultato e minacciato dal leader chavista Diosdado Cabello, appartenente al governo di Nicolás Maduro, dopo che durante un'omelia aveva denunciato la grave situazione economica e sociale del Paese, chiedendo di porre fine alla "falsa bolla economica".
Il 31 ottobre 2023 papa Francesco lo ha promosso arcivescovo metropolita di Coro, succedendo a Mariano José Parra Sandoval, dimessosi per raggiunti limiti d'età; lo stesso giorno è cessato dall'ufficio di amministratore apostolico di Barquisimeto. Ha preso possesso dell'arcidiocesi il 15 dicembre successivo.

## Genealogia episcopale e successione apostolica
La genealogia episcopale è:
- Cardinale Scipione Rebiba
- Cardinale Giulio Antonio Santori
- Cardinale Girolamo Bernerio, O.P.
- Arcivescovo Galeazzo Sanvitale
- Cardinale Ludovico Ludovisi
- Cardinale Luigi Caetani
- Cardinale Ulderico Carpegna
- Cardinale Paluzzo Paluzzi Altieri degli Albertoni
- Papa Benedetto XIII
- Papa Benedetto XIV
- Papa Clemente XIII
- Cardinale Marcantonio Colonna
- Cardinale Giacinto Sigismondo Gerdil, B.
- Cardinale Giulio Maria della Somaglia
- Cardinale Carlo Odescalchi, S.I.
- Cardinale Costantino Patrizi Naro
- Cardinale Lucido Maria Parocchi
- Papa Pio X
- Cardinale Gaetano De Lai
- Cardinale Raffaele Carlo Rossi, O.C.D.
- Cardinale Amleto Giovanni Cicognani
- Arcivescovo Antonio del Giudice
- Vescovo Vicente Ramón Hernández Peña
- Arcivescovo José Luis Azuaje Ayala
- Arcivescovo Víctor Hugo Basabe

La successione apostolica è:
- Vescovo Owaldo Enrique Araque Valero (2023)